# Abacetus tenebrioides
Abacetus tenebrioides là một loài bọ chân chạy thuộc phân họ Pterostichinae. Loài này được Castelnau mô tả lần đầu năm 1834.